# Echte Kraken
Die Echten Kraken (Octopodidae) sind Weichtiere und bilden mit über 40 Gattungen die größte Familie in der Ordnung der Kraken. Namensgebende Gattung der Familie ist Octopus, die mit mehr als 80 Arten zugleich die größte ist.

## Etymologie
In der Fachsprache ist Krake stets ein Maskulinum: der Krake. In der Umgangssprache kommt auch die Krake vor.
Die Bezeichnung Krake bürgerte sich aus dem Dänisch-Norwegischen ins Deutsche ein und könnte für „entwurzelter Baum“ stehen, da die Arme der Tiere wie Wurzeln in alle Richtungen davonragen. Der Duden gibt als Herkunftssprache mundartliches Norwegisch an; die weitere Herkunft von norwegisch krake oder kraken ist unklar.

## Merkmale

### Anatomie

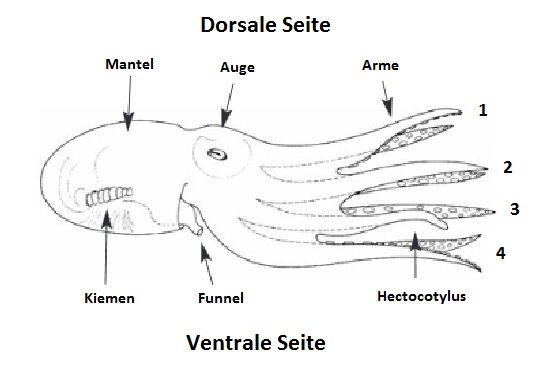
Grundanatomie eines Octopodidae, Ansicht von rechts

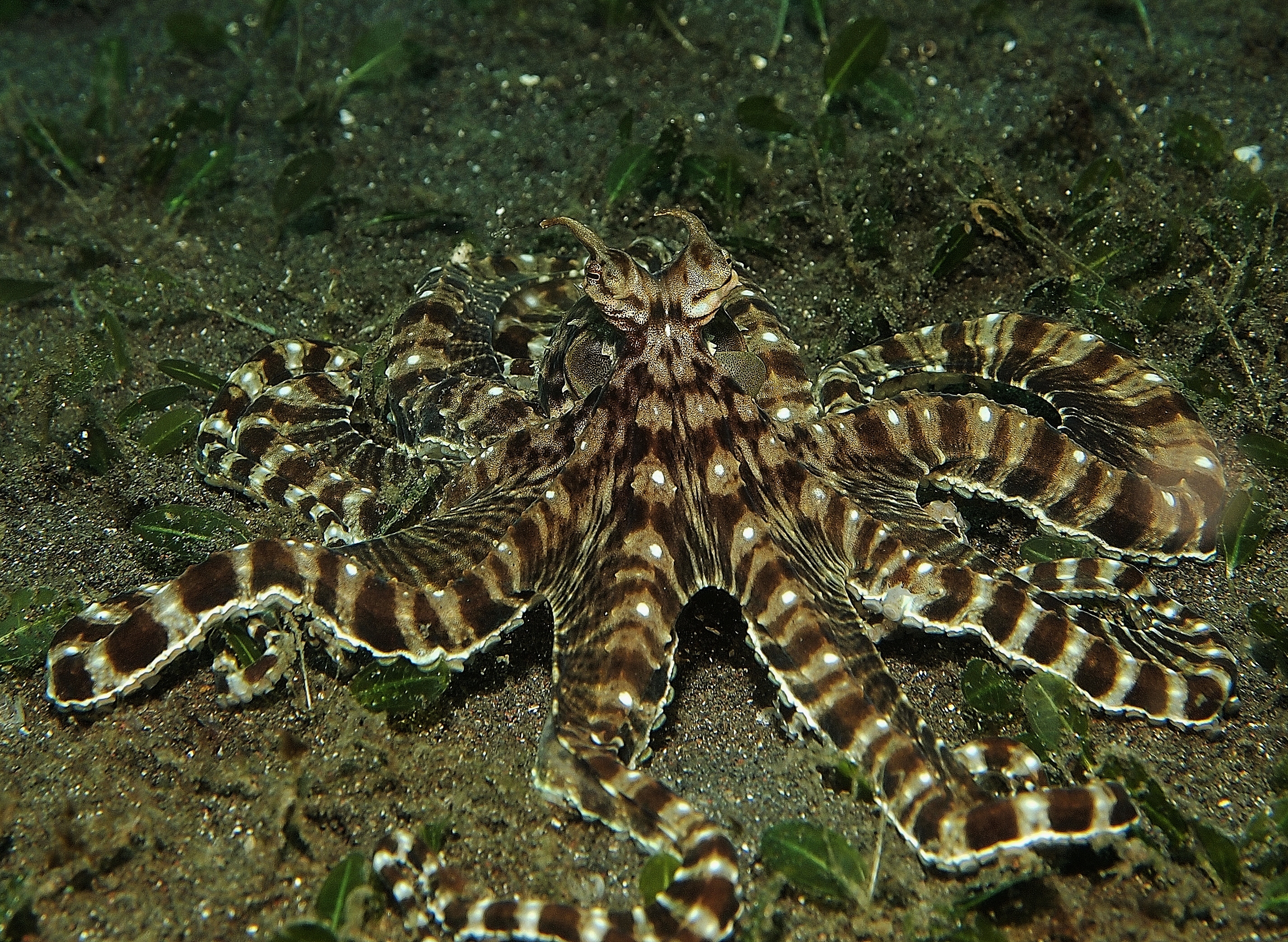
Mimik-Oktopus (Thaumoctopus mimicus), von vorn

#### Körperbau
Echte Kraken unterscheiden sich untereinander zwischen gallertartigen, fleischigen oder muskulösen Arten, wobei die Beschaffenheit der Körpermasse nicht gattungsspezifisch ist. Der Körper der Echten Kraken unterteilt sich in Mantel, Kopf und Tentakel, wobei die Gesamtlänge von den Tentakelspitzen bis zum hintersten Ende des Mantels reicht. Die Mantellänge beschreibt die Länge vom hinteren Mantelende bis zu den Augen, die in der Regel in der Mitte des Kopfes liegen. Die Armlänge umfasst die Länge der Tentakel vom Ende des Kopfes bis zu den Tentakelspitzen. Größe und Körperproportionen variieren zwischen den einzelnen Arten. Die größte bisher bekannte Art ist der Pazifische Riesenkrake (Enteroctopus dofleini) aus der Gattung Enteroctopus mit einer Armlänge von fünf Metern. Die kleinste bisher bekannte Art ist der Pygmäenkrake (Octopus wolfi) aus der Gattung der Oktopusse. Dieser wird lediglich 30 mm groß.
Ein wichtiger Unterschied zu anderen Kopffüßern ist die komplette Rückbildung der Schulp oder auch Gladius genannten inneren Rückenschale. Octopodidae besitzen somit kein Innenskelett und sind dadurch hochflexibel; sie können sich durch die engsten Öffnungen zwängen, sie können sich so schmal machen wie der Abstand zwischen ihren Augansätzen.

#### Tentakel
Echte Kraken besitzen im Unterschied zu anderen Kopffüßern – wie Kalmaren und Zwergtintenfischen – acht statt zehn Arme. Die relative Länge der Tentakel ist bei den einzelnen Arten unterschiedlich; sie kann von der doppelten Mantellänge bis zu der zehnfachen Länge des Mantels variieren. Die Innenseiten der Tentakel sind mit Saugnäpfen besetzt; deren Anzahl variiert bei den einzelnen Arten. Im Gegensatz zu anderen Kopffüßern wie zum Beispiel Kalmaren sind die Saugnapfringe sitzend und radiär gebaut und nicht mit Widerhaken oder Zähnen bestückt.
Bei Männchen bildet sich einer der Arme zu einem Hectocotylus um. Dieser spezielle Tentakel dient bei Echten Kraken der Spermaübergabe. Der Hectocotylus weist bei den meisten Arten weniger Saugnäpfe auf als an den übrigen Tentakeln. Die meisten Echten Kraken besitzen an der Spitze des hectocotylen Armes eine Anschlussstruktur, genannt Ligula. Diese wird während der Begattung in die Eileiter des Weibchens eingeführt und überträgt die Spermatophoren an das Weibchen.

#### Haut
Die Haut besteht aus einer einschichtigen Oberhaut (Epidermis) mit eingelagerten Drüsen und einer strafffaserigen, bei manchen Arten aber gallertartigen Lederhaut (Cutis). Viele Arten sind mit warzenartigen Gebilden bedeckt. Diese sogenannten Papillen können unterschiedliche Größe erreichen. Rund um die Augenregion sind die Papillen bei den meisten Arten am dichtesten gewachsen und werden oft am größten. Die unterste Hautschicht besteht aus reflektierenden Zellen, so genannten Leucophoren. Diese bestehen aus transparenten, reflektierenden Proteinen. Die Zellen sind in der Lage, alle Wellenlängen von Licht zu reflektieren.

#### Körperorgane
Echte Kraken haben ein mehrteiliges Herz mit einem Hauptherzen und zwei Kiemenherzen. Sie besitzen interne Körperhöhlen, genannt Coelome. Diese mit Flüssigkeit gefüllten Hohlräume sind mesodermalen Ursprungs und werden von einem Epithel ausgekleidet. Echte Kraken besitzen zwei Coelome: Das Viscero-Herzbeutel-Coelom (Körperorgane und Herz) und das Nephridial-Coelom.
Octopodidae besitzen sehr leistungsfähige Linsenaugen, die im Gegensatz zu denen der Wirbeltiere evers aufgebaut sind. Das bedeutet, dass die Licht absorbierende Schicht der Sehzellen dem Licht zugewandt ist. Die Augen sind die primären sensorischen Organe und sind in der Regel groß. Es gibt aber auch kleinäugige Arten. Die Augen befinden sich meistens jeweils eines auf jeder Seite des Kopfes. Einige Arten besitzen Stielaugen oder Teleskopaugen. Echte Kraken besitzen eine rechteckige Pupille, die das Licht einfängt, das vom Meeresboden reflektiert wird.
Echte Kraken besitzen ein Trichterorgan (Trichter, Siphon; engl.: Funnel). Dieses rohrförmige Organ dient der Atmung und der Fortbewegung: Sie können damit stoßartig Wasser aus der Mantelhöhle treiben und sich so per Rückstoß nach vorn oder hinten rasch fortbewegen. Zusätzlich dient das Organ zur stoßweisen Abgabe von Tinte aus dem Tintenbeutel und von Abfallprodukten. Der Trichter wird von seitlich liegenden Muskeln unterstützt.

#### Mundwerkzeug
Anstelle eines Gebisses besitzen Echte Kraken eine Radula. Dieses bezahnte Mundwerkzeug, welches auch Raspelzunge (oder Reibezunge) genannt wird, ist bei ihnen sehr gut entwickelt. Die Radula dient zum Festhalten, Zermahlen und Zerkleinern der Nahrung. Die meisten Arten besitzen eine weiterentwickelte „Schmalzunge“. Dieser Typ von Radula besteht aus einem Mittelzahn, genannt Rhachis, Seitenzähnen, beidseitig jeweils einer Mittelplatte und Seitenplatten aus Chitin. Der Rhachis kann mehrere Spitzen haben. Unterhalb der Radula und im hinteren Schlundbereich befinden sich weitere Zähnchen. Außerdem besitzen viele Arten oberhalb der Radula eine Verengung des Darmtrakts durch Laterallappen, die bei den Tintenfischen mit einer bezahnten Chitinschicht verkleidet sind und ein Zurückrutschen der Beute verhindern sollen.

### Intelligenz
Das Nervensystem der Kraken ist hoch organisiert und leistungsfähig sowie stark zentralisiert.
Echte Kraken sind sehr intelligente Tiere. Versuche mit verschiedenen Arten haben gezeigt, dass sie sogar komplexe Aufgaben lösen können. Sie sind unter anderem in der Lage, Gläser mit Schraubverschluss oder anderen Mechanismen zu öffnen und können durch Abtasten einer Öffnung abschätzen, ob sie hindurch passen. Octopodidae können auch durch gegenseitige Beobachtung verschiedene Fähigkeiten erlernen. Manche Arten ahmen das Aussehen anderer Tiere nach. Bei Versuchen konnten die Echten Kraken sogar komplexe Farbmuster nachahmen, die in der Natur nicht vorkommen.

### Tarnung
Viele Arten können ihre Farbe ändern und andere Lebewesen und Dinge imitieren. Obwohl Echte Kraken in der Regel farbenblind sind, zeigen sie meist eine bemerkenswerte Übereinstimmung mit der Farbe und Textur des Hintergrunds. Diese Tarnung ergibt sich aus einer Kombination der Reaktion verschiedener Chromatophoren und einer Veränderung der Hauttextur. Die unterste Hautschicht besteht aus reflektierenden Zellen, sogenannten Leucophoren. Diese bestehen aus transparenten, reflektierenden Proteinen. Die Zellen sind in der Lage, alle Wellenlängen von Licht zu reflektieren. Hinzu kommen Iridophoren. Dies sind Zellen mit einem Inhalt aus dünnen Chitinplättchen. Sie schillern in blauen, grünen und silbrigen Farbtönen und arbeiten wie ein Interferenzfilter. Inwieweit die Iridophoren die Helligkeit verstärken, ist jedoch noch nicht geklärt. Zusätzlich zum schnellen Farbwechsel können Octopodidae ihre Hautoberfläche von glatt bis grobwarzig verändern und sich so zusätzlich dem Untergrund anpassen.

### Gift
Bis auf die Arten der Gattung Hapalochlaena besitzen Echte Kraken nur ein sehr schwaches, für den Menschen unbedeutendes Gift. Erstgenannte besitzen jedoch ein starkes Gift, das sie bei einem Biss abgeben und das auch für den Menschen tödlich sein kann. Dabei handelt es sich um ein Nervengift, das Tetrodotoxin (TTX), das auch unter den Namen Maculotoxin oder Tarichatoxin bekannt ist, welches auch einige andere Tiere besitzen, wie zum Beispiel Kugelfische und Schnecken. Produzenten dieses Giftes sind allerdings nicht die Kraken selbst, sondern Bakterien, die im Vorderdarm und den Speicheldrüsen der Kraken leben und die an die Nachkommen weitergegeben werden.

## Fortpflanzung
Die Begattung findet statt, indem die Männchen Spermienpakete, so genannte Spermatophoren, bilden. Diese werden mit einem speziellen Tentakel, dem Hectocotylus, an das Weibchen übertragen. Die Spermatophoren liegen entlang einer offenen Vertiefung auf dem Hectocotylus, der in einer löffelförmigen Spitze, der Ligula, endet. Das Männchen platziert die Spermapakete direkt in den Eileiter des Weibchens. Die Weibchen vieler Gattungen können das Sperma bis zu zehn Monate in ihrem Körper befruchtungsfähig aufbewahren. Bei einigen Gattungen kommt es auch vor, dass sich die Weibchen schon vor ihrer Geschlechtsreife paaren und das Sperma des Männchens so lange in sich tragen, bis sie empfänglich geworden sind. Bei vielen Arten der Octopodidae bleiben die Weibchen während der Brutzeit bei ihren Eiern und stellen die Nahrungsaufnahme komplett ein. Nachdem die Jungen geschlüpft sind, stirbt das Weibchen.
Bei den meisten Arten kommen Weibchen häufiger vor als Männchen.

## Verbreitung
Die verschiedenen Gattungen der Octopodidae sind in allen Ozeanen und in sämtlichen Klimazonen der Erde anzutreffen. Sie besetzen eine breite Palette von Lebensräumen, unter anderem Felsen- und Korallenriffe, Seegraswiesen und Algenbetten, Sand, Schlamm und andere weiche Substrate. Die meisten Octopodidae sind Grundbewohner. Einige Flachmeerarten können auch eine gewisse Zeit außerhalb des Wassers überleben und sich dort fortbewegen. Oft suchen Exemplare Gezeitentümpel auf, um dort nach Krebsen, Schnecken und anderen Tieren zu jagen. Da sie jedoch wie alle Kopffüßer mit Kiemen atmen, können sie nicht dauerhaft an Land überleben. Gattungen der Octopodidae wurden bisher in einer Tiefe von bis zu 5000 Meter nachgewiesen.

## Systematik
Die Familie der Kraken umfasst mehr als 40 Gattungen mit weit über 250 Arten. Einige Arten werden in Unterarten aufgeteilt. Viele Arten sind jedoch noch unbeschrieben und wurden hier noch nicht berücksichtigt.
| - Abdopus - Abdopus abaculus - Abdopus aculeatus - Abdopus capricornicus - Abdopus horridus - Abdopus tonganus - Abdopus undulatus - Adelieledone - Adelieledone adelieana - Adelieledone polymorpha - Amphioctopus - Amphioctopus aegina - Amphioctopus arenicola - Amphioctopus burryi - Amphioctopus exannulatus - Amphioctopus fangsiao (Goldfleckenkrake) - Amphioctopus granulatus - Amphioctopus kagoshimensis - Amphioctopus marginatus (Kokosnuss-Oktupus oder Ader-Oktupus) - Amphioctopus membranaceus - Amphioctopus mototi - Amphioctopus neglectus - Amphioctopus ovulum - Amphioctopus polyzenia - Amphioctopus rex - Amphioctopus robsoni - Amphioctopus siamensis - Amphioctopus varunae - Aphrodoctopus - Aphrodoctopus carlgreni - Aphrodoctopus nigra - Aphrodoctopus schultzei - Aphrodoctopus schultzi - Bathypolypus - Bathypolypus arcticus - Bathypolypus bairdii - Bathypolypus ergasticus - Bathypolypus pugniger - Bathypolypus rubrostictus - Bathypolypus sponsalis - Bathypolypus valdiviae - Bathypurpurata - Bathypurpurata profunda - Bentheledone - Bentheledone albida - Bentheledone rotunda - Benthoctopus - Benthoctopus abruptus - Benthoctopus berryi - Benthoctopus leioderma - Benthoctopus levis - Benthoctopus pseudonymus - Benthoctopus sp. - Benthoctopus sp. A - Benthoctopus sp. B - Benthoctopus thielei - Benthoctopus violescens - Callistoctopus - Callistoctopus alpheus - Callistoctopus aspilosomatis - Callistoctopus bunurong (Südlicher Weißfleckenkrake) - Callistoctopus dierythraeus (Rotpunkt-Nachtkrake) - Callistoctopus graptus - Callistoctopus kermadecensis - Callistoctopus lechenaultii - Callistoctopus luteus - Callistoctopus macropus (Weißgefleckter Oktopus) - Callistoctopus nocturnus (Nachtkrake) - Callistoctopus ornatus (Weißstreifenkrake) - Callistoctopus rapanui - Cistopus - Cistopus chinensis - Cistopus indicus - Cistopus taiwanicus - Danoctopus - Danoctopus hoylei - Danoctopus keralensis - Danoctopus schmidti - Eledone - Eledone caparti - Eledone cirrhosa (Zirrenkrake) - Eledone gaucha - Eledone massyae - Eledone microsicya - Eledone moschata (Moschuskrake) - Eledone nigra (Schwarzer Krake) - Eledone palari - Eledone schultzei - Enteroctopus (Riesenkraken) - Enteroctopus dofleini (Pazifischer Riesenkrake) - Enteroctopus juttingi - Enteroctopus magnificus (Südafrikanischer Riesenkrake) - Enteroctopus megalocyathus (Südpazifischer Riesenkrake) - Enteroctopus zealandicus (Gelber Riesenkrake) - Euaxoctopus - Euaxoctopus panamensis - Euaxoctopus pillsburyae - Euaxoctopus scalenus - Galeoctopus - Galeoctopus lateralis - Graneledone - Graneledone antarctica - Graneledone boreopacifica (Tiefsee-Oktopus) - Graneledone challengeri - Graneledone gonzalezi - Graneledone macrotyla - Graneledone taniwha - Graneledone taniwha kubodera - Graneledone taniwha taniwha - Graneledone verrucosa - Graneledone yamana - Grimpella - Grimpella thaumastocheir - Hapalochlaena (Blaugeringelte Kraken) - Hapalochlaena fasciata (Blaugestreifter Krake) - Hapalochlaena lunulata (Großer Blaugeringelter Krake) - Hapalochlaena maculosa (Kleiner Blaugeringelter Krake) - Hapalochlaena nierstraszi - Histoctopus - Histoctopus discus - Histoctopus zipkasae - Macrochlaena - Macrochlaena winckworthi - Macroctopus - Macroctopus maorum (Maorikrake) - Macrotritopus - Macrotritopus defilippi - Megaleledone - Megaleledone setebos (Antarktischer Riesenkrake) - Microeledone - Microeledone mangoldi - Muusoctopus - Muusoctopus bizikovi - Muusoctopus canthylus - Muusoctopus clyderoperi - Muusoctopus eureka - Muusoctopus fuscus - Muusoctopus hokkaidensis - Muusoctopus januarii - Muusoctopus johnsonianus | - - Muusoctopus karubar - Muusoctopus longibrachus - Muusoctopus longibrachus akambei - Muusoctopus longibrachus longibrachus - Muusoctopus normani - Muusoctopus oregonae - Muusoctopus oregonensis - Muusoctopus profundorum - Muusoctopus rigbyae - Muusoctopus robustus - Muusoctopus sibiricus - Muusoctopus tangaroa - Muusoctopus tegginmathae - Muusoctopus yaquinae - Octopus - Octopus alecto - Octopus argus - Octopus australis - Octopus balboai - Octopus berenice - Octopus berrima - Octopus bimaculatus (Kalifornischer Zweipunktkrake) - Octopus bimaculoides - Octopus bocki - Octopus briareus (Karibischer Riffkrake) - Octopus bulbus - Octopus californicus (Kalifornischer Großaugenkrake) - Octopus campbelli - Octopus chierchiae - Octopus conispadiceus - Octopus cyanea (Großer Blauer Krake) - Octopus diminutus - Octopus favonius - Octopus fitchi - Octopus fontanianus - Octopus gardineri - Octopus gorgonus - Octopus harpedon - Octopus hattai - Octopus hawaiiensis - Octopus hubbsorum - Octopus humilis - Octopus hummelincki (Karibischer Zweifleckenoktopus) - Octopus huttoni - Octopus incella - Octopus insularis - Octopus joubini (Atlantischer Zwergkrake) - Octopus kaharoa - Octopus kaurna (Südlicher Sandkrake) - Octopus laqueus - Octopus mariles - Octopus maya (Mexikanischer Vieraugenkrake) - Octopus mercatoris - Octopus mernoo - Octopus microphthalmus - Octopus micropyrsus - Octopus micros - Octopus mimus - Octopus mutilans - Octopus nanus - Octopus occidentalis - Octopus oculifer (Galápagos-Riffkrake) - Octopus oliveri - Octopus pallidus (Bleichkrake) - Octopus parvus (Japanischer Zwergkrake) - Octopus penicillifer - Octopus pumilus - Octopus pyrum - Octopus rubescens (Pazifischer Roter Krake) - Octopus salutii - Octopus sanctaehelenae (St.-Helena-Krake) - Octopus selene - Octopus superciliosus - Octopus stictochrus - Octopus tehuelchus - Octopus tenebricus - Octopus tetricus (Gemeiner Sydneykrake) - Octopus veligero - Octopus verrucosus - Octopus vitiensis (Großkopfkrake) - Octopus vulgaris (Gewöhnlicher Krake) - Octopus warringa - Octopus wolfi (Sternsaugnapf-Zwergkrake) - Octopus zonatus (Atlantischer Streifenkrake) - Pareledone - Pareledone aequipapillae - Pareledone albimaculata - Pareledone antarctica - Pareledone aurata - Pareledone charcoti (Antarktischer Warzenkrake) - Pareledone cornuta - Pareledone felix - Pareledone framensis - Pareledone harrissoni - Pareledone panchroma - Pareledone prydzensis - Pareledone serperastrata - Pareledone subtilis - Pareledone turqueti - Paroctopus - Paroctopus digueti - Praealtus - Praealtus paralbida (Weißer Oktopus) - Pteroctopus - Pteroctopus hoylei (Pazifischer Vierhornkrake) - Pteroctopus schmidti - Pteroctopus tetracirrhus (Atlantischer Vierhornkrake) - Robsonella - Robsonella fontaniana - Robsonella huttoni - Sasakiopus - Sasakiopus salebrosus - Scaeurgus - Scaeurgus jumeau - Scaeurgus nesisi - Scaeurgus patagiatus - Scaeurgus tuber - Scaeurgus unicirrhus (Einhornkrake) - Teretoctopus - Teretoctopus alcocki - Teretoctopus indicus - Tetracheledone - Tetracheledone spinicirrhus - Thaumeledone - Thaumeledone brevis - Thaumeledone gunteri - Thaumeledone marshalli - Thaumeledone peninsulae - Thaumeledone zeiss - Thaumoctopus - Thaumoctopus mimicus (Mimik-Oktopus) - Velodona - Velodona togata (Engelskrake) - Vosseledone - Vosseledone charrua - Vulcanoctopus - Vulcanoctopus hydrothermalis (Tiefseegrabenkrake) - Wunderpus - Wunderpus photogenicus |